# Yokosuka
Yokosuka (jap. 横須賀市 Yokosuka-shi) – miasto w Japonii, w prefekturze Kanagawa, na wyspie Honsiu. Yokosuka jest jednym z „miast-rdzeni” (jap. 中核市 chūkaku-shi).

## Położenie
Miasto leży na półwyspie Miura nad brzegami zatoki Sagami i Zatoki Tokijskiej. Port handlowy i rybacki nad Zatoką Tokijską. Graniczy z:
- Jokohamą
- Zushi
- Miurą
- miasteczkiem Hayama

Ośrodek okręgu przemysłowego Keihin, miasto posiada rozwinięty przemysł stoczniowy i samochodowy (m.in. Datsun). W mieście jest elektrownia cieplna o mocy 2630 MW, wyższa szkoła morska, Akademia Obrony Narodowej Japonii i naukowo-badawczy instytut lotnictwa. W Yokosuce znajduje się także główna baza Japońskich Morskich Sił Samoobrony oraz największa poza terytorium USA, strategiczna baza Marynarki Wojennej Stanów Zjednoczonych – US Fleet Activities Yokosuka.
Z Yokosuki pochodził słynny, japoński muzyk rockowy Hideto Matsumoto zwany hide.

## Gospodarka
W mieście rozwinął się przemysł stoczniowy, samochodowy oraz włókienniczy.

## Historia
18 listopada 1878 roku wioska Yokosuka zdobyła status miasteczka (町), a 15 lutego 1907 roku – status miasta.

## Populacja
Zmiany w populacji Yokosuki w latach 1970–2015:
| Rok  | Populacja |
| ---- | --------- |
| 1970 | 347 576   |
| 1975 | 389 557   |
| 1980 | 421 107   |
| 1985 | 427 116   |
| 1990 | 433 358   |
| 1995 | 432 193   |
| 2000 | 428 645   |
| 2005 | 426 178   |
| 2010 | 418 325   |
| 2015 | 406 586   |

## Miasta partnerskie
- Stany Zjednoczone: Corpus Christi
- Francja: Brest
- Australia: Fremantle
- Wielka Brytania: Medway